# Helena Antonia z Lutychu

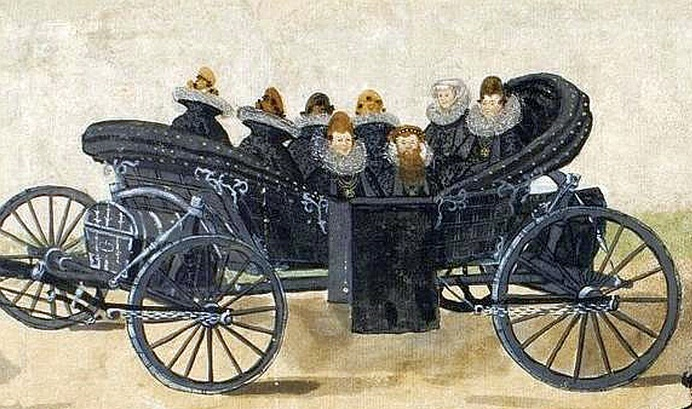
Helena Antonia a dvorní dámy

Helena Antonia z Lutychu, Helena Antonia Galecka (1579 Lutych – po roce 1621) byla vousatá trpasličí žena, která byla dvorní dámou polské královny Konstance Habsburské.

## Život
Podle kroniky Christiana Augusta Vulpiua z roku 1811, když bylo Heleně Antonii devět let, začaly se jí na tváři objevovat vousy. Poté ji rodiče měli předat kolínskému arcibiskupovi Arnoštu Bavorskému. Od něho se dostala ke dvoru arcivévody Karla Štýrského ve Štýrském Hradci, kde se stala dvorní dámou rakouské arcivévodkyně Marie Anny Bavorské. Po smrti arcivévodkyně se Helena Antonie stala dvorní dámou její dcery Konstance, která ji sebou v roce 1605 vzala ke dvoru svého manžela Zikmunda III. Vasy.
Helenu Antonii zvěčnil na svých rytinách Johannes Loselius a Dominik Custo. Portrét dvorní dámy z roku 1595 je uložen v Bavorském národním muzeu v Mnichově. Helena Antonia z Lutychu byla také vyobrazena v tzv. polské roli spolu s dalšími dvorními dámami královny Konstance Habsburské. V roce 1621 přišla Helena Antonia do Vratislavi, kde ji znovu (dvakrát) zvěčnili neznámí malíři. Tyto portréty jsou v současné době v Národním muzeu ve Vratislavi.